# Office de Radiodiffusion Télévision Française

Logo des ORTF 1964

Das Office de Radiodiffusion Télévision Française (ORTF) war von 1964 bis 1974 die öffentlich-rechtliche Rundfunkanstalt Frankreichs.
Im Jahr 1945 wurde mit der Gründung der Radiodiffusion Française (RDF) die staatliche Rundfunkanstalt Frankreichs eingerichtet. Sie wurde am 9. Februar 1949 durch Radiodiffusion-télévision française (RTF) ersetzt, diese war als staatliche Institution dem Informationsministerium unterstellt. Am 27. Juni 1964 wurde aus der RTF das ORTF gegründet, das eine größere Unabhängigkeit gegenüber der Regierung haben sollte. Zum ORTF gehörten mit La première chaîne, La deuxième chaîne und ab 31. Dezember 1972 La troisième chaîne drei Fernsehprogramme; daneben betrieb das ORTF mehrere landesweite Radioprogramme (France Inter, France Culture, Inter-Variétés, France Musique) sowie mehrere regionale Hörfunkprogramme. Das ORTF hatte seinen Sitz in der Maison de la Radio, einem am Seineufer in Paris errichteten Neubau, der 1963 eröffnet wurde. Im Jahr 1974 wurde das ORTF in sieben Nachfolgegesellschaften aufgegliedert: eine Hörfunkgesellschaft, drei Fernsehsender und drei öffentliche Einrichtungen.

## Radio

### Die drei großen landesweiten Hörfunkprogramme
- France Inter: allgemeines Radioprogramm (gegründet 16. Februar 1947)
- France Culture: kulturelles Radioprogramm (gegründet 23. März 1945)
- France Musique: Radioprogramm für klassische Musik (gegründet 27. März 1960)

### Zehn regionale Radio-Musikprogramme
- FIP (France-Inter Paris): regionales Radioprogramm für alle Musikstile (gegründet 5. Januar 1971)
- FIM (France-Inter Marseille): regionales Radioprogramm für alle Musikstile (gegründet 13. April 1972)
- FIR (France-Inter Reims): regionales Radioprogramm für alle Musikstile (gegründet 15. Mai 1972)
- FIL (France-Inter Lorraine): regionales Radioprogramm für alle Musikstile (gegründet 15. Mai 1972)
- FIB (France-Inter Bordeaux): regionales Radioprogramm für alle Musikstile (gegründet 14. Oktober 1972)
- FIL (France-Inter Lyon): regionales Radioprogramm für alle Musikstile (gegründet 21. November 1972)
- FICA (France-Inter Côte d’Azur): regionales Radioprogramm für alle Musikstile (gegründet im Sommer 1973)
- FIL (France-Inter Lille): regionales Radioprogramm für alle Musikstile (gegründet im Sommer 1973)
- FIT (France-Inter Toulouse): regionales Radioprogramm für alle Musikstile (gegründet20. Dezember 1973)
- FILA (France-Inter Loire-Atlantique): regionales Radioprogramm für alle Musikstile (gegründet 17. April 1974)

### Die 8 Radioprogramme für die französischen Übersee-Besitzungen
- Radio-Saint-Denis: allgemeines Radioprogramm für die Hörer auf der Insel Réunion (gegründet 1929)
- Radio-Saint-Pierre et Miquelon: allgemeines Radioprogramm für die Hörer auf Saint-Pierre und Miquelon (gegründet 1930)
- Radio-Guadeloupe: allgemeines Radioprogramm für die Hörer auf der Insel Guadeloupe (gegründet 1937)
- Radio-Nouméa: allgemeines Radioprogramm für die Hörer auf Neukaledonien (gegründet 3. Juni 1937)
- Radio-Martinique: allgemeines Radioprogramm für die Hörer auf der Insel Martinique (gegründet 22. Oktober 1937)
- Radio-Tahiti: allgemeines Radioprogramm für die Hörer in Französisch-Polynesien (gegründet 1949)
- Radio-Guyane: allgemeines Radioprogramm für die Hörer in Französisch-Guayana (crée le 9. Juni 1951)
- Radio-Comores: allgemeines Radioprogramm für die Hörer auf den Komoren (gegründet 1961)

## Fernsehen
| Kanal | Direktor            | Gründungsdatum    |
| --- | ------------------- | ----------------- |
| ORTF Télévision Télévision française 1 Allgemeiner nationaler Fernsehkanal mit regionalen Teilprogrammen.                      | Jacqueline Baudrier | 23. März 1945     |
| Chaîne Couleur 2 Télévision française 2 Allgemeiner nationaler Fernsehkanal mit regionalen Teilprogrammen.                     | Jean Lefèvre        | 21. Dezember 1963 |
| Couleur 3 Télévision française 3 Allgemeiner nationaler Fernsehkanal, mit landesweiter Ausstrahlung von regionalen Programmen. | Jean-Louis Guillaud | 31. Dezember 1972 |

### Regionale Fernsehstudios
ORTF unterhielt 11 regionale Sender, die täglich über einige Stunden in den beiden ersten Fernsehkanälen sendeten und die Sendungen für den dritten Fernsehkanal produzierten.
- Télé Lille (gegründet 1950)
- Télé Strasbourg (gegründet 1953)
- Télé Marseille Provence (gegründet 1954)
- Télé Lyon (gegründet 1954)
- Télé Bordeaux Aquitaine (gegründet 1962)
- Télé Lorraine Champagne (gegründet 1963)
- Télé Bretagne Loire-Océan (gegründet 1964)
- Télé Paris Normandie Centre (gegründet 1964)
- Télé Toulouse (gegründet 1964)[1]
- Télé Limoges-Centre-Ouest (gegründet 1965)
- Télé Bourgogne Franche-Comté (gegründet 1965)

Das Regionalfernsehen wurde im Jahr 1950 ins Leben gerufen. Bis zur Auflösung sendete FR3 über die Regionalsender. TF1 und Antenne 2 strahlten danach weiter Regionalsendungen aus (TF1 bis 1986, Antenne 2 bis 1989).

### Regionalfernsehen in den französischen Überseebesitzungen
| Kanal | Gründungsdatum    |
| --- | ----------------- |
| Télé Martinique Allgemeiner Fernsehkanal für die Fernsehzuschauer von Martinique                              | 12. Juli 1964     |
| Télé Guadeloupe Allgemeiner Fernsehkanal für die Fernsehzuschauer von Guadeloupe.                             | 22. Dezember 1964 |
| Télé Réunion Allgemeiner Fernsehkanal für die Fernsehzuschauer von Réunion.                                   | 24. Dezember 1964 |
| Télé Tahiti Allgemeiner Fernsehkanal für die Fernsehzuschauer von Französisch-Polynesien.                     | 3. Oktober 1965   |
| Télé Nouméa Allgemeiner Fernsehkanal für die Fernsehzuschauer von Neukaledonien.                              | 19. Oktober 1965  |
| Télé Guyane Allgemeiner Fernsehkanal für die Fernsehzuschauer von Französisch-Guayana.                        | 13. Januar 1967   |
| Télé Saint-Pierre et Miquelon Allgemeiner Fernsehkanal für die Fernsehzuschauer von Saint-Pierre et Miquelon. | 20. April 1967    |

## Auflösung im Jahr 1974
Am 8. Juli 1974 wurde mit Wirkung zum 31. Dezember 1974 ORTF in sieben Nachfolgegesellschaften aufgegliedert (eine Hörfunkgesellschaft, drei Fernsehsender und drei öffentliche Einrichtungen):
- Radio France (Hörfunkbetreiber)
- TF1 (Fernsehsender)
- Antenne 2 (Fernsehsender)
- FR 3 (Fernsehsender)
- Télédiffusion de France (TDF)
- Société française de production (SFP) (Programmproduktion)
- Institut national de l’audiovisuel (INA) (Archiv)

## Technik
Toningenieure des Französischen Rundfunks, u. a. Albert Laracine, entwickelten 1960 das ORTF-Stereosystem, eine Mikrofonanordnung für die Tonaufnahme in Äquivalenzstereofonie für Stereo-Lautsprecherwiedergabe.